# Parabuteo
Parabuteo – rodzaj ptaków z podrodziny jastrzębi (Accipitrinae) w rodzinie jastrzębiowatych (Accipitridae).

## Zasięg występowania
Rodzaj obejmuje gatunki występujące w Ameryce.

## Morfologia
Długość ciała 33–59 cm, rozpiętość skrzydeł 67–121 cm; masa ciała samic 389–1200 g, samców 290–877 g.

## Systematyka

### Etymologia
- Antenor: w mitologii greckiej Antenor, był szlachetnym Trojańczykiem, który sprzyjał pokojowi z Achajami i założył Patavium (Padwa)[7]. Młodszy homonim Antenor de Montfort, 1808 (Nodosariata).
- Parabuteo: gr. παρα para „blisko”; rodzaj Buteo Lacépède, 1799 (myszołów)[8]. Nazwa zastępcza dla Antenor Ridgway, 1873.
- Erythrocnema: gr. ερυθρος eruthros „czerwony”; κνημη knēmē „noga, goleń”[9]. Gatunek typowy: Falco unicinctus Temminck, 1824.
- Percnohierax: gr. περκνος perknos „ciemnego koloru, mroczny”; ἱεραξ hierax, ἱερακος hierakos „jastrząb”[10]. Gatunek typowy: Falco leucorrhous Quoy & Gaimard, 1824.

### Podział systematyczny
Do rodzaju należą następujące gatunki:
- Parabuteo unicinctus (Temminck, 1824) – myszołowiec towarzyski
- Parabuteo leucorrhous (Quoy & Gaimard, 1824) – myszołowiec czarnoskrzydły – takson wyodrębniony ostatnio z Buteo[12][13][14][15]